# 外交記録公開文書
外交記録公開文書（がいこうきろくこうかいぶんしょ）とは、日本の外務省により公開された外交に関する記録文書を言う。

## 概要
1976年（昭和51年）に第1回公開が行われ、2005年（平成17年）の第19回公開まで、原則として30年を経過した戦後外交記録につき順次公開されている。
マイクロフィルムまたはCD-Rの形式により公開され、外務省外交史料館にて閲覧可能である。また、2004年（平成16年）以降には、インターネットを通じた公開が順次開始されていたが、外務省は2013年（平成25年）3月頃にインターネット上のデータをすべて削除し、一部外務省のホームページに残骸が残る程度で特段告知もなく公開を取り止めた。
なお、太平洋戦争戦前期の外務省記録等については、国立公文書館アジア歴史資料センターへの史料提供が行われている。